# Andelskassen Fyn
Andelskassen Fyn er en bank som blev dannet i 2006 ved en sammenlægning af Kværndrup Andelskasse, Egebjerg Andelskasse og Gislev Andelskasse. Andelskassen er grundlangt 1917.
I 2009 består Andelskassen Fyn af 50 medarbejdere og godt 12.000 kunder, som ejer banken.
Der er 5 afdelinger i hhv. Kværndrup, Stenstrup, Gislev, Ringe og Odense City.